# 益救郡
益救郡（やくぐん、やくのこおり）は多禰国にかつて存在した郡である。現在の屋久島の一部にあたる。

## 現在の行政区域
- 熊毛郡屋久島町

## 沿革
- 大宝2年（702年） - 屋久島に益救郡がおかれる。
- 天長元年（824年）10月1日 - 馭謨郡に編入